# Audi Q4 e-tron
Audi Q4 e-tron – elektryczny samochód osobowy typu SUV klasy kompaktowej produkowany pod niemiecką marką Audi od 2021 roku.

## Historia i opis modelu

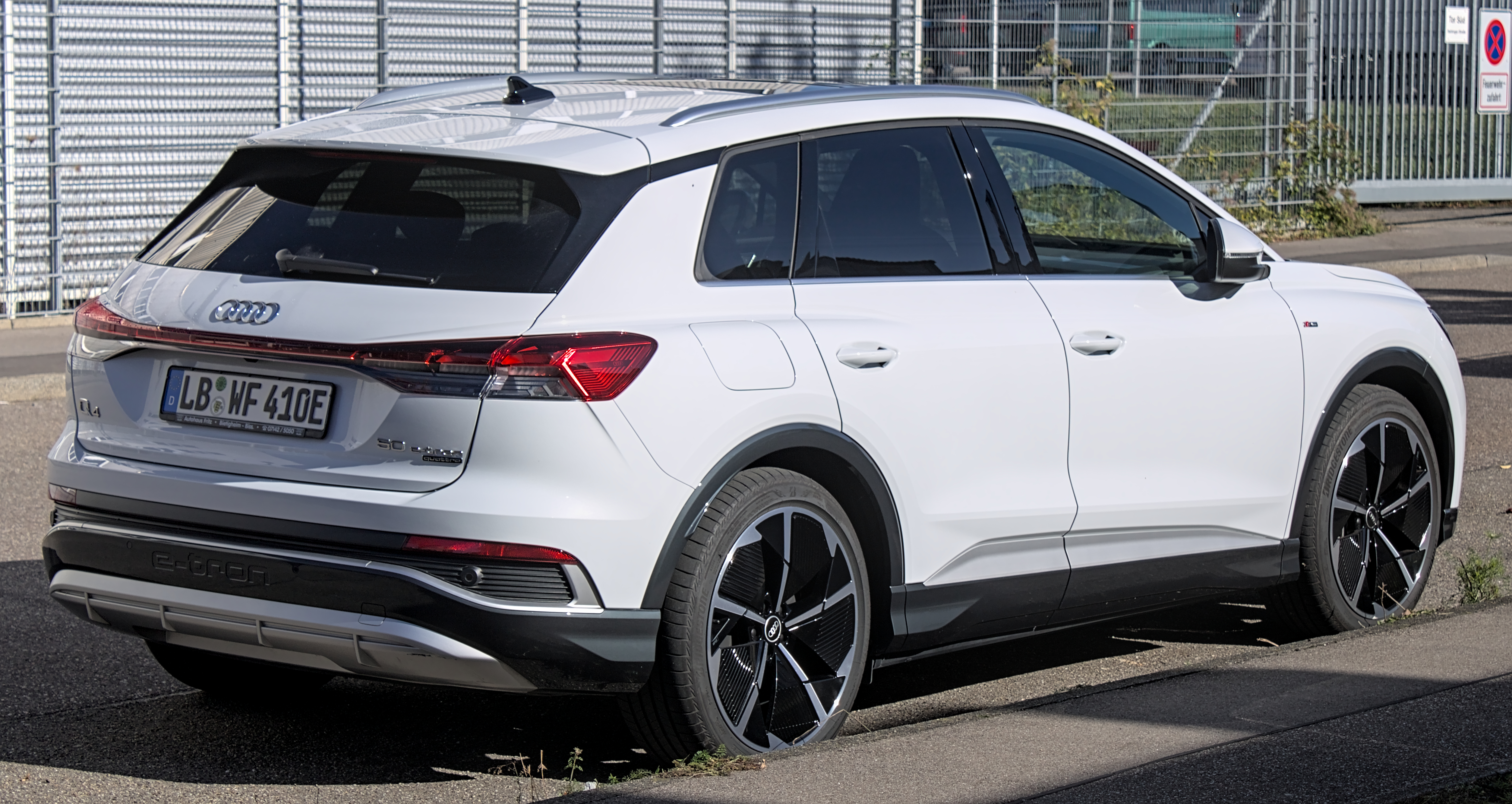
Audi Q4 e-tron - tył

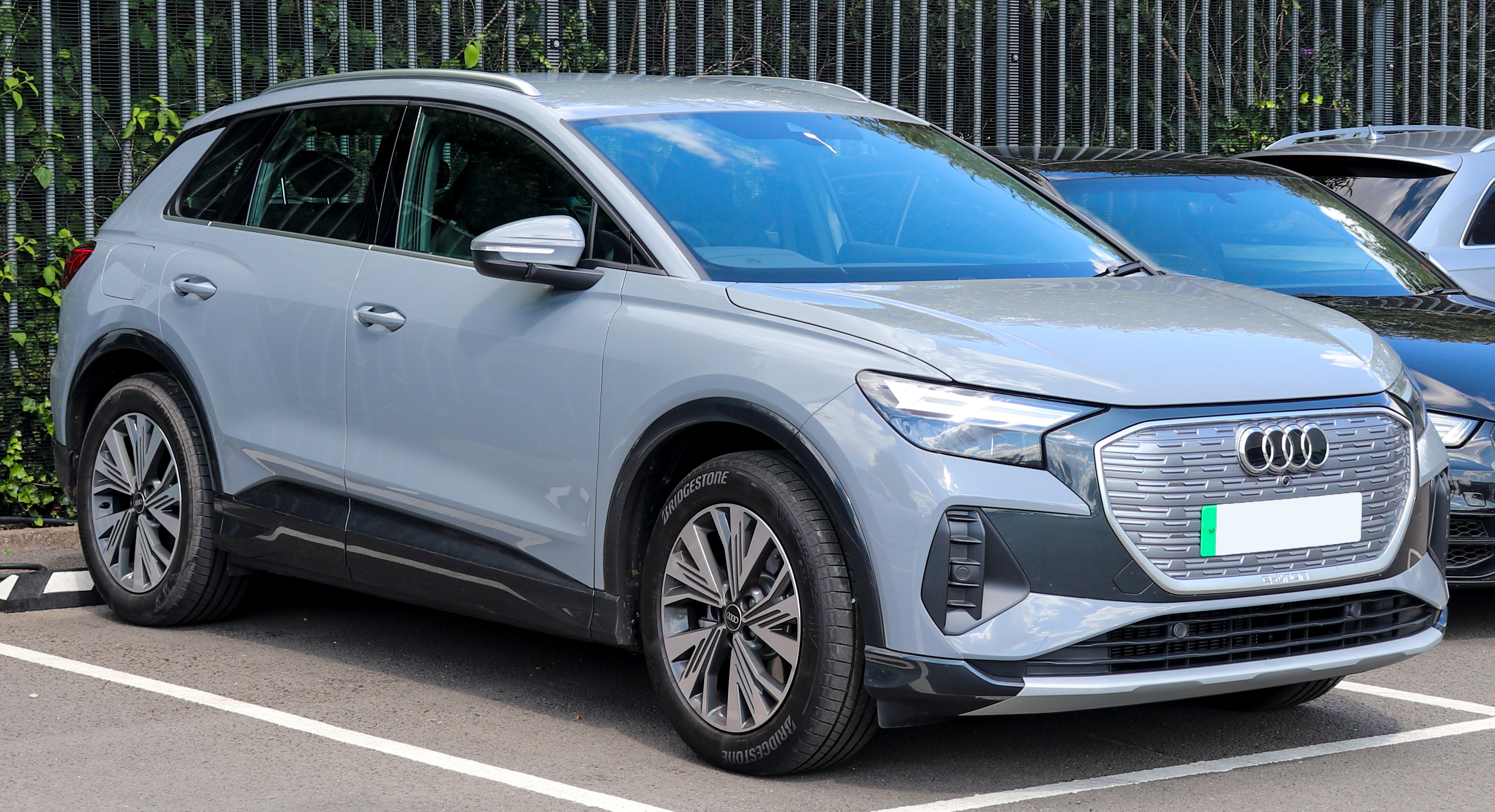
Audi Q4 e-tron 35

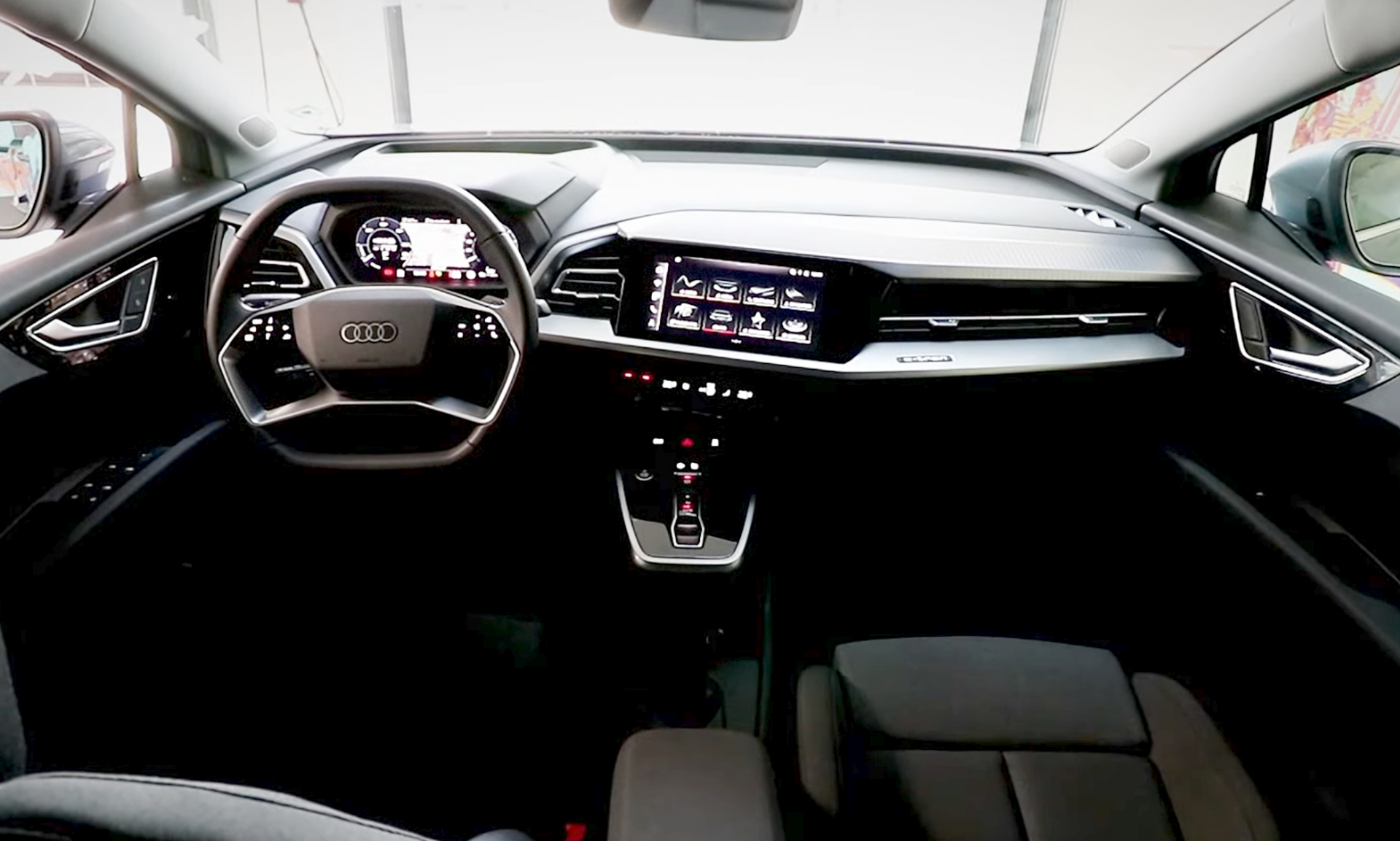
Audi Q4 e-tron - kokpit

Studyjną zapowiedzią kolejnego elektrycznego SUV-a Audi plasującego się w gamie poniżej sztandarowego modelu e-tron był prototyp Audi Q4 e-tron Concept przedstawiony w marcu 2019 roku podczas Geneva Motor Show. Produkcyjny pojazd powstał jako element rodziny średniej wielkości SUV-ów grupy Volkswagen, dzieląc platformę MEB z pokrewnymi, choć większymi, modelami i podobnym czasie debiutu w postaci Škoda Enyaq iV i Volkswagen ID.4.
Dzięki zastosowaniu płyty podłogowej skonstruowanej z myślą o napędzie elektrycznym, Audi Q4 e-tron charakteryzuje się krótkimi zwisami nadwozia, a także obszerną kabiną pasażerską pozbawioną m.in. tunelu środkowego w wyniku specyfiki płyty podłogowej przystosowanej wyłącznie do napędu elektrycznego. Do wykończenia kabiny pasażerskiej wykorzystano 27 różnego gatunku tworzyw pochodzących z recyklingu.
Projekt deski rozdzielczej został upodobniony do kompaktowego A3 nowej generacji, wyróżniając się dwoma modułami okalającymi kolejno kierowcę i pasażera, a także dwoma cyfrowymi wyświetlaczami służąycymi kolejno jako zegary oraz ekran systemu multimedialnego. Ten drugi wyposażono w łączność z najnowszą generacją systemu infozrozrywki MMI i przekątną 11,6-cala, będąc największym do tej pory wyświetlaczem multimedialnym w historii Audi.
Pod kątem stylistycznym samochód został upodobniony do innych elektrycznych modeli w ofercie Audi, charakteryzując się wyraźnie zarysowanymi nadkolami, dużą imitacją wlotu powietrza, agresywnie zarysowanymi reflektorami i masywną przednią częścią nadwozia.

### Sprzedaż
Produkcyjne Audi Q4 e-tron, po fazie intensywnych testów zamaskowanych, przedprodukcyjnych egzemplarzy w drugiej połowie 2020 roku, premiera seryjnego pojazdu w dużym stopniu odtwarzającego wygląd prototypu z 2019 roku odbyła się w kwietniu 2021 roku. Początek sprzedaży Audi Q4 e-tron został zaplanowany w momencie debiutu na czerwiec 2021 roku, będąc ostatnim z trzech średniej wielkości SUV-ów koncernu Volkswagena opracowanych na bazie platformy MEB, który trafił na rynek. Poza rynkiem europejskim, Audi Q4 e-tron zbudowano także z myślą o rynku Ameryki Północnej oraz Chin.

### Dane techniczne
Audi Q4 e-tron jest samochodem w pełni elektrycznym dostępnym w trzech wariantach mocy układu oraz dwóch poziomach pojemności baterii.  Podstawowe Q4 35 e-tron rozwija 170 KM, 100 km/h rozwija po 9 sekundach, a maksymalnie rozpędza się do 160 km/h. Pośrednie Q4 40 e-tron oferuje 204 KM, 160 km/h prędkości maksymalnej i rozwija 100 km/h w 8,5 sekundy. Topowe Q4 50 e-tron quattro z kolei rozwija 299 KM mocy, rozpędza się do 180 km/h i 100 km/h osiąga po 6,2 sekundach.
Pierwsze dwie odmiany Q4 e-tron są samochodami tylnonapędowymi, wyposażonymi w baterie o pojemności kolejno 52 kWh i 77 kWh oraz rozwijającymi na jednym ładowaniu kolejno 341 kilometrów zasięgu i 520 kilometrów zasięgu. Topowy model ma z kolei napęd AWD i baterię 77 kWh, która umożliwia przejechanie na jednym zasięgu do 488 kilometrów.

### Q4 Sportback e-tron

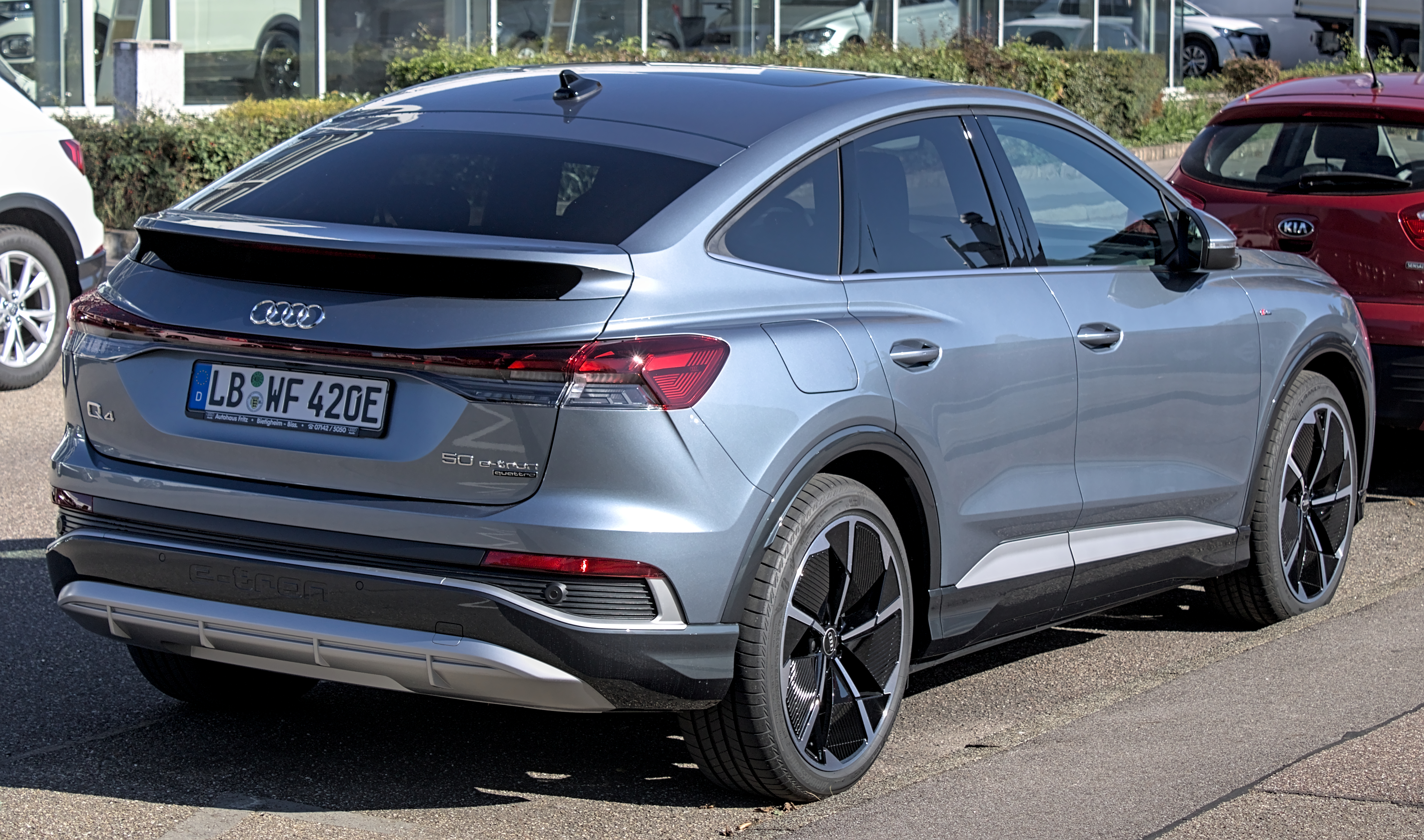
Audi Q4 Sportback e-tron - tył

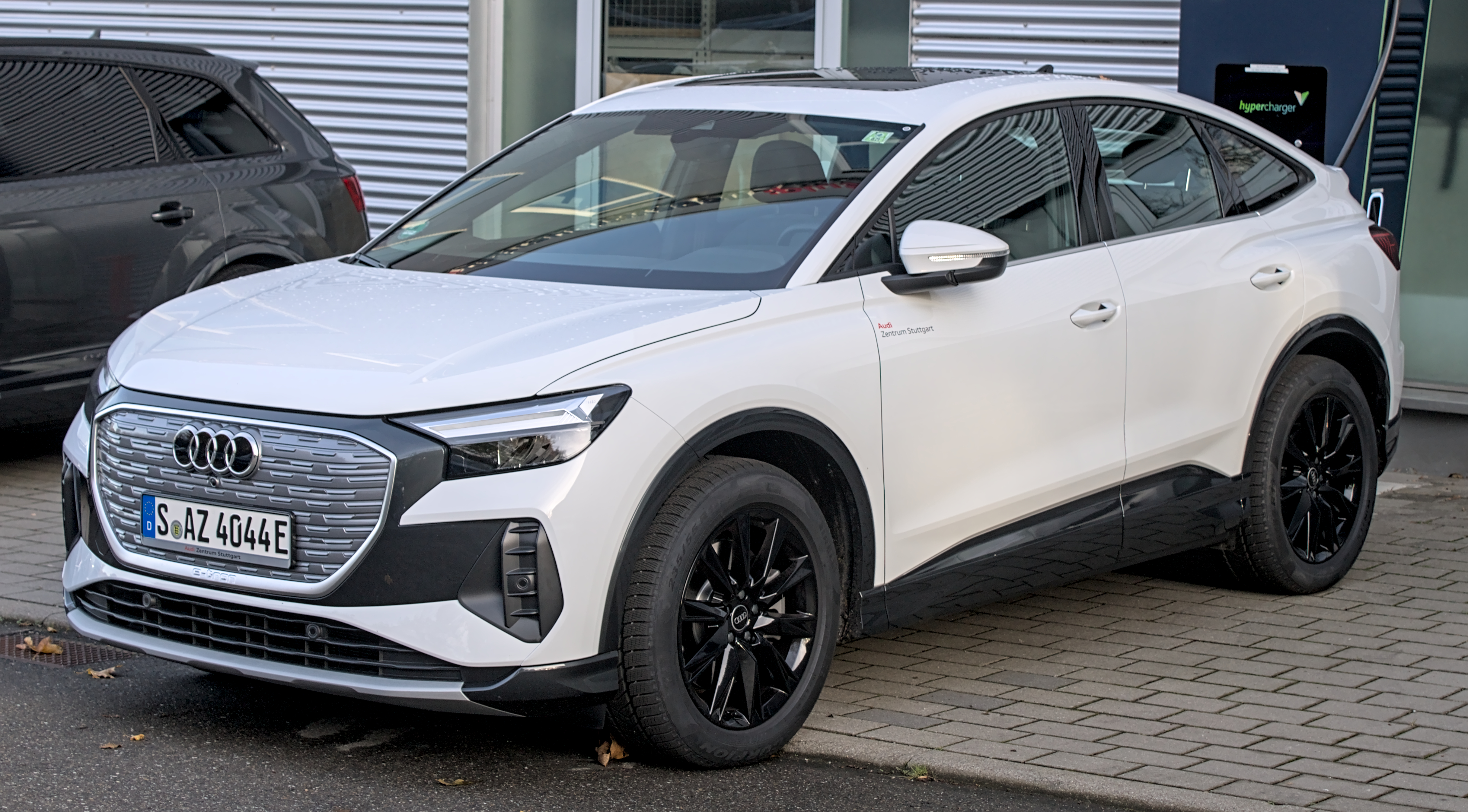
Audi Q4 Sportback e-tron 40

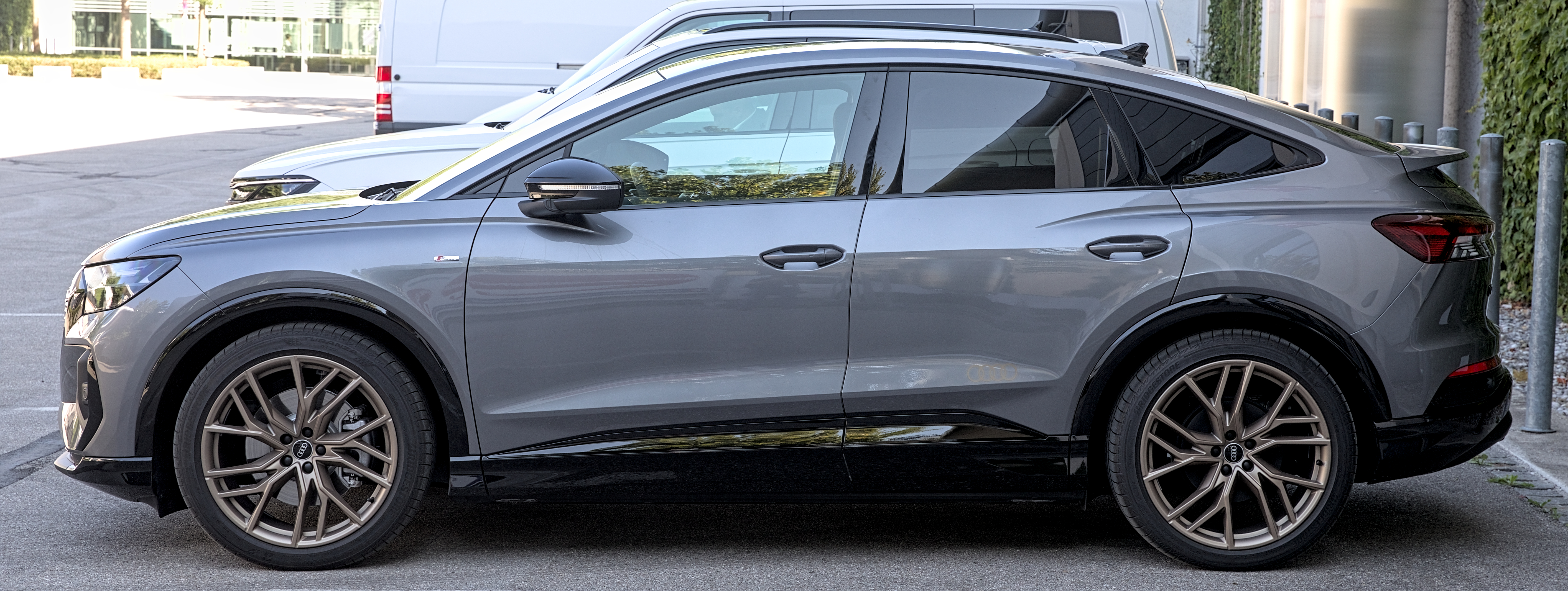
Audi Q4 Sportback e-tron - sylwetka

Audi Q4 Sportback e-tron zostało zaprezentowane po raz pierwszy w 2021 roku.
Ponad rok po prezentacji studium zapowiadającego podstawowe Q4 e-tron, w lipcu 2020 Audi przedstawiło zapowiedź drugiej odmiany modelu z niżej poprowadzoną linią dachu o tradycyjnym dla producenta przydomku Sportback, które w produkcyjnej formie zadebiutowało równolegle z klasycznym Q4 e-tron.
Podobnie jak pokrewne pojazdy Škody i Volkswagena zbudowane w oparciu o platformę MEB również oferowane w bardziej sportowo stylizowanych wariantach, Q4 e-tron Sportback charakteryzuje się znacznie niżej poprowadzoną linią dachu w stylu coupe, a także inaczej stylizowanymi zderzakami.
Charakterystycznymi cechami wizualnymi produkcyjnego modelu zostały m.in. 22-calowe alufelgi, czy światło stop zintegrowane z ze spojlerem umieszczonym na klapie bagażnika.
W czasie, gdy początek sprzedaży Q4 e-tron wyznaczono na czerwiec 2021, tak odmiana Sportback pomimo równoległego debiutu trafiło do sprzedaży później. Wyznaczono do tego wrzesień tego samego roku.

### Dane techniczne
Podobnie jak Audi Q4 e-tron, także i odmiana Sportback oferowana jest w trzech wariantach napędowych (35 Sportback e-tron, 40 Sportback e-tron i 50 Sportback e-tron), które charakteryzują się takimi samymi zakresami mocy oraz osiągami. Przewidziano także takie same rozmiary baterii, które charakteryzują się jednak innymi zasięgami na jednym ładowaniu.
Wariant 35 wyposażono w baterię 52 kWh i maksymalny zasięg 349 kilometrów, odmianę 40 wyróżniła bateria 77 kWh i maksymalny zasięg 520 kilometrów, a topowe 50 dzięki baterii 77 kWh osiągnęło maksymalny zasięg ok. 497 kilometrów.